# مدیریت استرس
.مدیریت استرس. (به انگلیسی: Stress management) به طیف وسیعی از تکنیک‌ها و روش‌های روان‌درمانی اشاره دارد که به هدف کنترل سطح استرس فردی و به خصوص استرس مزمن، و بهبود عملکرد روزانه فرد طراحی شده‌اند. در اینجا، عبارت استرس تنها به نوعی از استرس محدود است که عواقب منفی قابل ملاحظه‌ای دارد.
استرس علائم فیزیکی و ذهنی بسیاری دارد که براساس فاکتورهای موقعیتی هر فرد متغیر است. این علائم می‌توانند از کاهش سلامتی جسمی تا افسردگی متغیر باشند. فرایند مدیریت استرس در دنیای مدرن امروز به عنوان یکی از کلیدهای ساختن زندگی شاد و موفق معرفی شده‌است. از آنجاییکه زندگی امروز ما را دائماً با وظایف و رویدادهای مختلف به چالش می‌کشد، مدیریت استرس تعدادی از روش‌ها را برای مدیریت بر اضطراب و حفظ سلامتی عمومی ارائه می‌کند.
بسیاری از روش‌های عملی مدیریت استرس شناخته شده و در دسترس عموم قرار دارند، برخی از آن‌ها توسط متخصصین سلامتی اعمال می‌شود و برخی دیگر توسط خود فرد باید به کار گرفته شوند. این‌ها روش‌هایی هستند که به فرد کمک می‌کنند سطح استرسش را پایین بیاورد، در خود احساسات مثبت ایجاد کند و به‌طور کلی سلامت عمومی اش را ارتقاء دهد.

## روش‌های مقابله با استرس
روش‌های مقابله با استرس را می‌توان به دو روش سالم و ناسالم دسته‌بندی کرد.

### روش‌های ناسالم
روش‌های ناسالم مقابله با استرس عبارتند از:
- مصرف دخانیات
- مصرف افراطی الکل
- مصرف بی‌رویه غذاهای فست فود
- تماشای ممتد تلویزیون یا کار با کامپیوتر برای ساعت‌های متوالی
- دوری گزیدن از دوستان، خانواده و فعالیت‌های فیزیکی
- مصرف خود-تجویزانه قرص‌ها و داروهای آرامبخش
- زیاد خوابیدن
- به تعویق انداختن کارها
- طفره رفتن دائمی از مشکلات
- مشاهده سایت های پورنوگرافی و استمناء
- خالی کردن استرس روی دیگران (از طریق خشم، خشونت فیزیکی یا کلامی)
- نابودی دیگران

### روش‌های سالم
در مقابل، روش‌های سالم‌تر مقابله با استرس به‌طور خلاصه عبارتست از:
- داشتن فعالیت فیزیکی منظم (ورزش کردن - تحرک داشتن)
- برقراری ارتباطات اجتماعی
- گجت‌های مدیریت استرس(کالمی)

- تغییر در نحوه روبه رویی مان با شرایط (ابرازگری به جای خودخوری - قدرت نه گفتن - افزایش سازگاری)
- پذیرفتن مواردی که غیرقابل تغییرند
- اختصاص دادن زمان‌هایی برای تفریح و سرگرمی
- تغییر باورهای استرس زا
- انتخاب سبک زندگی آرام
- انتخاب سبک غذایی مناسب
- یادگیری روش‌های مدیریت استرس با شرکت در دوره‌های آموزشی در این رابطه[۱]